# سالي مارتن
سالي مارتن (بالإنجليزية: Sally Martin)‏ (و. 1985 – م) هي ممثلة، من نيوزيلندا، ولدت في ويلينغتون.

## وصلات خارجية
- سالي مارتن على موقع IMDb (الإنجليزية)
- سالي مارتن على موقع أول موفي (الإنجليزية)
- سالي مارتن على موقع قاعدة بيانات الفيلم (الإنجليزية)